# Гамбринус (король)

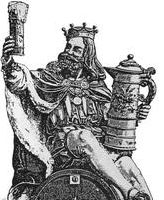

Гамбри́нус (лат. Gambrinus) — легендарный король, считающийся изобретателем пивоварения.
О Гамбринусе (под именем Гамбривиус) впервые сообщает в 1519 году немецкий историк Иоганн Авентин в своих «Баварских анналах» (Annales Bajorum), опирающихся на поддельные исторические источники, введённые в обращение Аннием из Витербо. Авентин пишет, что Гамбривиус был сыном одного из германских племенных королей, Марсуса. Гамбривиус, согласно «Анналам», взял в жёны египетскую богиню материнства и плодородия Изиду, которая и научила его пивоваренному искусству. Согласно другим данным, первым такую версию о происхождении Гамбринуса изложил немецкий поэт Буркарт Валдис в 1543 году.
Имя Гамбринус появилось в 1574 году в Антверпене в результате опечатки, превратившей Гамбривиуса в Гамбринуса. Имя Гамбривиуса встречается у Тацита, в его «Германии» (Гл. 2). Там же рассказывается и о италийском племени марсов.
Имя Гамбринуса в наше время носят многочисленные европейские и американские производители пива. Среди них пивоварня Гамбринус в Пльзене (Чехия), компания «Гамбринус» в Сан-Антонио (Техас), пивзавод «Гамбринус» в Ижевске и фирма «Гамбринус» из Мюлуза (Эльзас).
Упоминается в рассказе Куприна «Гамбринус».